# رباعي فينيل بورات الصوديوم
رباعي فينيل بورات الصوديوم (يرمز له NaPh4B) هو مركب بورون عضوي له الصيغة NaB(C6H5)4، ويكون على شكل صلب أبيض اللون. إن المركب عبارة عن ملح من كاتيون الصوديوم وأنيون رباعي فينيل البورات.

## التحضير
يحضر NaPh4B من تفاعل رباعي فلوروبورات الصوديوم مع بروميد فينيل المغنسيوم:
{\displaystyle \mathrm {NaBF_{4}\ +\ 4\ ArMgBr\ \longrightarrow \ 2\ MgF_{2}\ +\ NaBAr_{4}} }
حيث Ar ترمز لمجموعة أريل.
يمكن استخدام فينيل الصودويوم بدل كاشف غرينيار.

## الخصائص
إن الملح اللامائي من رباعي فينيل بورات الصوديوم له بنية بوليمرية مؤلفة من أزواج إلكترونية من أيونات الصوديوم +Na ومجموعات الفينيل.

## الاستخدامات
يستخدم رباعي فينيل بورات الصوديوم في الاصطناع العضوي من أجل تحضير أملاح N-أسيل الأمونيوم، وذلك بإضافة NaPh4B إلى محلول من أمين رابعي وكلوريد الحمض في وسط من أسيتونتريل يعطي ملح الأسيلونيوم (أملاح N-أسيل الأمونيوم)، كما في التفاعل:
{\displaystyle \mathrm {RC(O)Cl\ +\ R'_{3}N\ +\ NaB(C_{6}H_{5})_{4}\ \longrightarrow \ [RC(O)NR'_{3}][B(C_{6}H_{5})_{4}]\ +\ NaCl} }
كما يستخدم NaPh4B كمانح لمجموعات الفينيل في تفاعلات ازدواج المحفزة بالبالاديوم، باستخدام تريفلات الفاينيل أو الأريل لتعطي مركبات أريلات الألكين ومركبات ثنائي الأريل، على الترتيب، وذلك ضمن شروط تفاعل معتدلة وبمردود جيد.